# Bosparasolzwam
De bosparasolzwam (Lepiota clypeolaria) is een schimmel behorend tot de familie Agaricaceae. Hij is de typesoort binnen het geslacht Lepiota. Hij groeit afzonderlijk of in kleine groepen op de grond in loof- en naaldbossen. Ook komt hij voor op kalkrijke leem.

## Kenmerken

### Uiterlijke kenmerken
Hoed
De hoed is klokvormig en wordt later kegelvormig met een bultje. Het centrum is glad. De diameter is 4 tot 8 cm. Het oppervlak is witachtig crèmekleurig en bedekt met kleine, bleekbruine tot okerkleurige, wollige schubben. Het duidelijk gedefinieerde centrum is bleekbruin en fluweelzacht. De rand van jonge vruchtlichamen is bedekt met witte resten van velum.
Lamellen
De overvolle, witte lamellen zijn vrij, de randen zijn schilferig.
Steel
De broze, holle steel is 5 tot 10 cm lang en 0,3 tot 1 cm breed. Het is aanvankelijk witachtig, maar wordt naarmate de leeftijd vordert meer gelig of bleek bruinachtig en onder de onduidelijke, schilferige ringzone, wollig-tomentose tot wollig schilferig. De basis van de steel is donkerbruin van kleur en soms wat bolvormig verdikt.
Geur en smaak
Het dunne, zachte vlees is wit en ruikt zwak fruitig-kruidig tot licht gasachtig. Het smaakt mild tot scherp en weerzinwekkend.

### Microscopische kenmerken
De sporen zijn witachtig tot crèmegeel. De sporenmaat is 12 tot 17 µm lang en 4 tot 6,5 µm breed. Lange, haarachtige hyfen worden aangetroffen in het hoedoppervlak.

## Verspreiding
De bosparasolzwam is een veel voorkomende soort en is wijdverspreid in gematigde streken van het noordelijk halfrond, en is gerapporteerd vanuit Azië, Europa, Noord-Amerika en Zuid-Amerika. In Nederland komt hij matig algemeen voor. Hij staat op de rode lijst in de categorie 'Bedreigd'. Vruchtlichamen komen voor in de herfst.